# Luca Hänni
Luca Hänni (ur. 8 października 1994 w Bernie) – szwajcarski piosenkarz, autor piosenek, muzyk i model.

## Kariera muzyczna
W dzieciństwie zaczął uczyć się gry na perkusji. Mając 9 lat, samodzielnie nauczył się grać na gitarze i fortepianie. Przez dwa lata zajmował się murarstwem, które porzucił na rzecz kariery muzycznej.

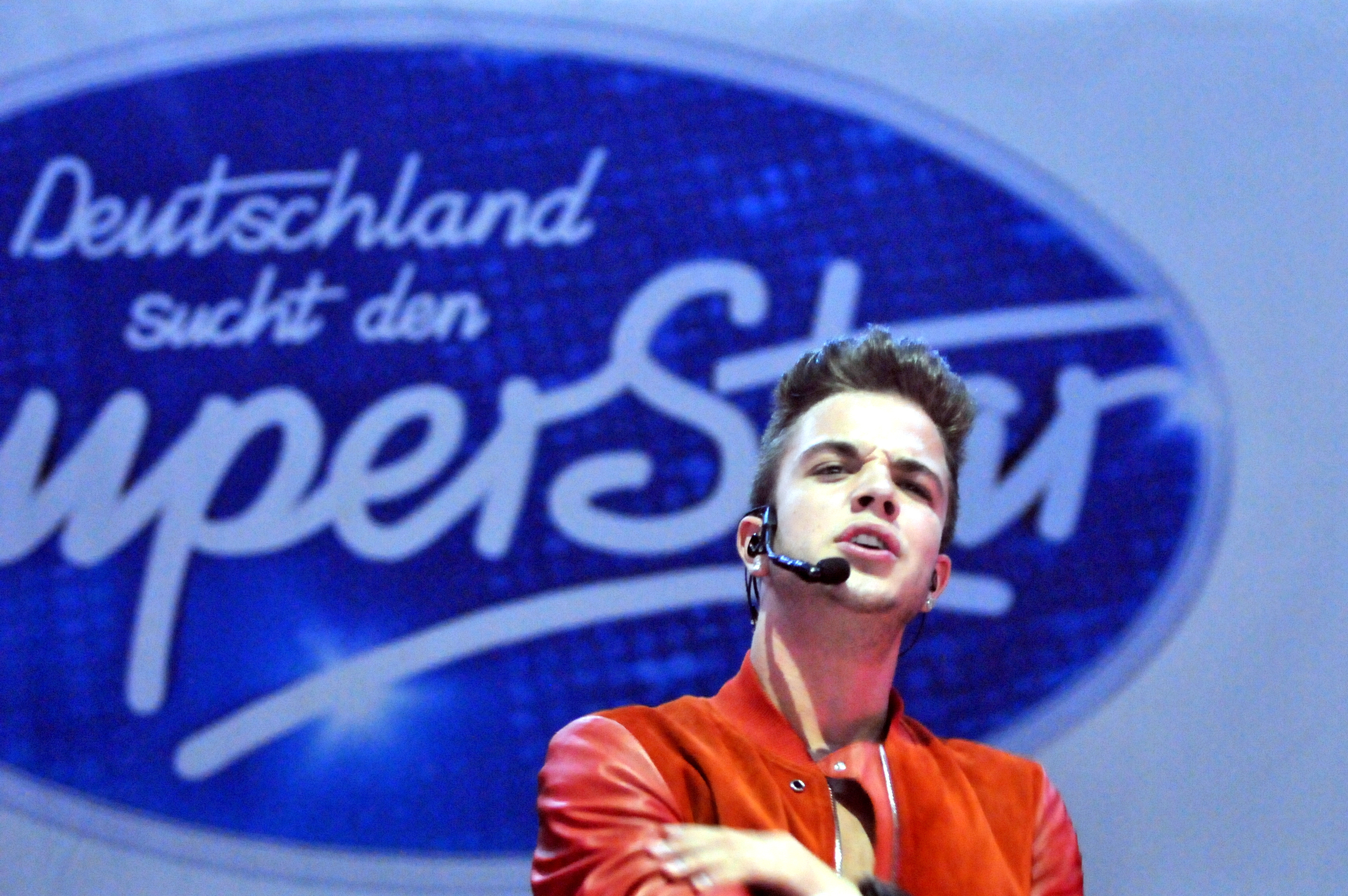
Luca Hänni w trasie koncertowej Deutschland sucht den Superstar Live on Tour w Wiedniu, 2014

W 2012 zwyciężył w dziewiątej edycji konkursu Deutschland sucht den Superstar. Po udziale w konkursie talentów wydał debiutancki album studyjny pt. My Name Is Luca. Płytę promował singlem „Don’t Think About Me”, który zadebiutował na szczycie list przebojów w Szwajcarii, Austrii i Niemiec. Od 2013 wydał jeszcze dwa solowe albumy studyjne: Living the Dream (2013) i When We Wake Up (2015), a także płytę pt. Dance Until We Die (2014), którą nagrał w duecie z Christopherem S.
W 2017 był sekretarzem podającym punkty szwajcarskiej komisji jurorskiej w finale 62. Konkursie Piosenki Eurowizji. W 2019 był reprezentantem Szwajcarii w 64. Konkursie Piosenki Eurowizji w Tel Awiwie, gdzie wykonał utwór „She Got Me”. Przed konkursem był jednym z trzech głównych faworytów do wygranej. 16 maja wystąpił jako czwarty w kolejności w drugim półfinale konkursu i z czwartego miejsca zakwalifikował się do finału, który został rozegrany 18 maja. Wystąpił w nim z 24. numerem startowym i zajął czwarte miejsce po zdobyciu 364 punktów, w tym 212 pkt od telewidzów (5. miejsce) i 152 pkt od jurorów (7. miejsce). W sierpniu wystąpił w konkursie o Bursztynowego Słowika na festiwalu Top of the Top w Sopocie. Na początku września 2019 wydał singel pt. „Bella Bella”, który znalazł się na 45. miejscu na szwajcarskiej liście notowań.

## Działalność pozamuzyczna

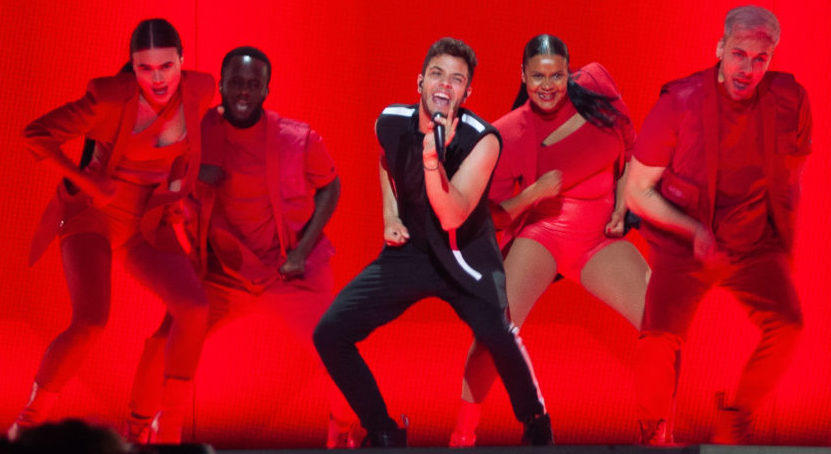
Luca Hänni podczas występu w 64. Konkursie Piosenki Eurowizji w Tel Awiwie, maj 2019

W 2012 nawiązał współpracę ze spółką Migros, biorąc udział jako model w kampanii reklamowej męskiej bielizny marki „Nick Tyler”. Reklamował męską kolekcję „Nick Tyler by Luca” i damską – „Luca’s Favorite Edition”.
Zwyciężył w parze z Prince’em Damienem w drugiej edycji programu Dance Dance Dance (2017) i zajął trzecie miejsce z Christiną Luft w finale trzynastej edycji programu Let’s Dance (2020).

## Dyskografia
Albumy studyjne
- My Name Is Luca (2012)
- Living the Dream (2013)
- Dance Until We Die (z Christopherem S; 2014)
- When We Wake Up (2015)